# أبرشية الفرزل وزحلة والبقاع للروم الملكيين الكاثوليك
أبرشية الفرزل وزحلة والبقاع للروم الملكيين الكاثوليك  (باللاتينية: Mariamnensis Graecorum Melkitarum) هي أبرشية لكنيسة الروم الملكيين الكاثوليك، في عام 2012 كان هناك 150,000 تعميد، وراعي الأبرشية حالياً هو المطران عصام يوحنا درويش [الإنجليزية].

## الإقليم والإحصاءات
تضم الأبرشية معظم وادي البقاع في لبنان، ومقرها الأثري هو مدينة زحلة، حيث تقع كاتدرائية سيدة النجاة التي بنيت في القرن الثامن عشر. ينقسم الإقليم إلى 39 أبرشية وكان هناك 150,000 من الكاثوليك الملكيين في عام 2012.

## التاريخ
تأسست أبرشية الفرزل وزحلة والبقاع في أوائل القرن الخامس للمسيحية، وكان مؤسسها هو المطران القديس بردانوس، وكان مركزها الأول في بلدة الفرزل، وانتقل مركز المطرانية إلى مدينة زحلة في 1727، وكان أسقفها الأول المطران «افتيموس فاضل» الذي أعلن اتحاده وكنيسته اتحاداً كاملاً ونهائياً مع رأس الكنيسة الكاثوليكية قداسة الحبر الاعظم أسقف روما. وبقي اسم فرزل مضافًا إلى اسم زحلة وأُضيف إليهم البقاع، لم يصبح هذا الانتقال نهائيًا إلاّ في 1774.
دُمِّرَت المطرانية في عام 1987، خلال الحرب الأهلية اللبنانية، واستمرّ إعادة بناؤها ثلاث سنوات، حيث تم تدشينها في 15 آب 1990.

## الأساقفة
مصدر:
- إقتيميوس فاضل معلولي (1724-1768)
- يوسف فرحات (1768-1793)
- باسيل جبلي (1796-1811)
- مكاريوس طويل بعد ذلك بطريرك (1811-1813)
- إغناطيوس عجوري (1816-1834)
- باسيل شاهيات (1836-1864)
- أمبروسيوس عبدو (1866-1875)
- ميليس فكاك (1876-1881)
- إغناطيوس ملوك (1881-1890)
- كيرلس مغبغب بطريركًا لاحقًا (1899-1925)
- إفتيميوس يواكيم (1926-1971)
- جان باسول (1971-1977)
- أغسطينوس فرح (1977-1983)
- أندريه حداد (1983-2010)
- عصام جون درويش [الإنجليزية] منذ 15 يونيو 2011 - حتى الآن